# Bohus fästning
För andra betydelser, se Bohus (olika betydelser).

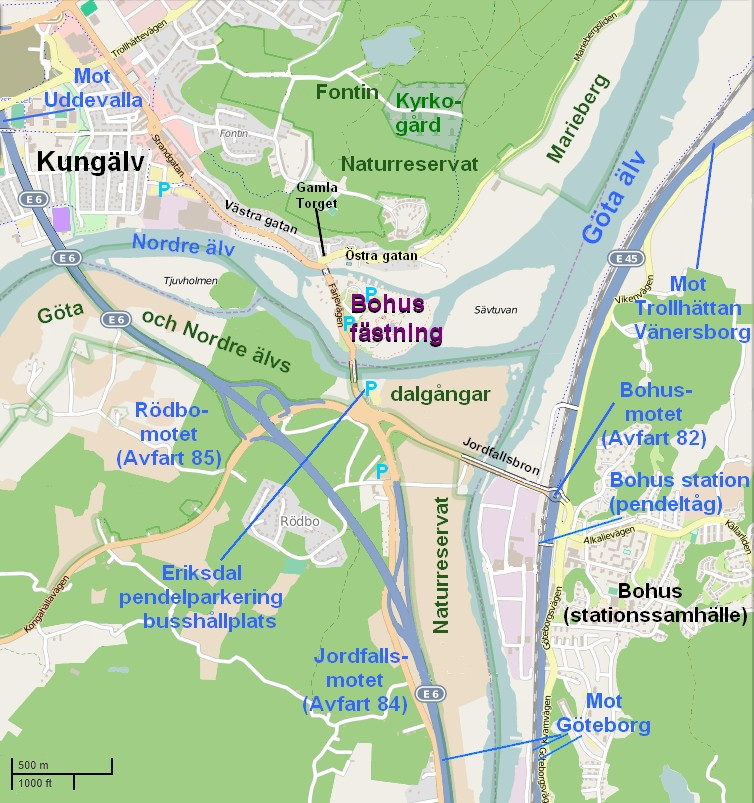
Karta över omgivningarna runt Bohus fästning i Kungälv.

Bohus fästning är numera en ruin av en fästning, som började byggas 1308 för att stärka försvaret av Norges dåtida sydgräns. Ruinen är belägen på en 40 meter hög klippa på Bagaholmen i Nordre älv, vid Göta älvs norra utloppsarm i den sydöstra delen av Kungälv, cirka två mil norr om Göteborg.
Fästningen har gett namn åt landskapet Bohuslän. Den har under sin 700-åriga historia kontrollerats av Norge, Danmark-Norge och Sverige. Bohus fästning har varit belägrad minst fjorton gånger, men aldrig blivit erövrad i strid. Fästningen är statligt byggnadsminne sedan den 25 januari 1935.

## Om namnet
Fästningen kallades ursprungligen Baghahus (1319) efter Bagaholmen som den ligger på, därefter Bahus. Förleden kommer av fornvästnordiska bágr 'besvärlig'. Detta syftar på farleden i Nordre älv nedanför fästningen. Efterledet -hus betyder 'slott, fäste'. En annan framförd teori om förleden Bohus- ursprung, är att namnet kommer av strömmen i Nordre älv, söder om Fästningsholmen som på 1200-talet kallades Bágastraumr. Innebörden är då det fornvästnordiska verbet bágha, 'flöda, flöda över, strömma'.

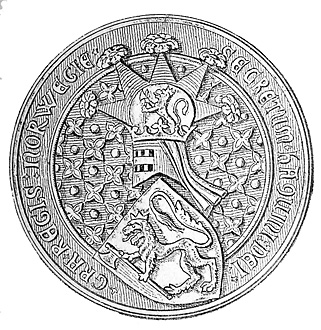
Bohus grundare, den norske kungen Håkon Magnussons sigill.

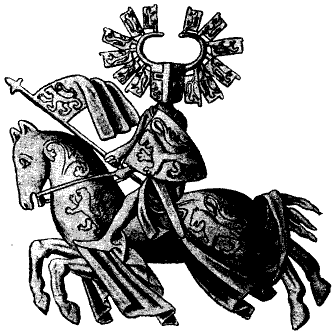
Med folkungalejonet på skölden rider huvudanledningen till Bohus grundande, den svenske hertigen Erik Magnusson. Bild från hans sigill.

## Fästningens historia

### Tillkomst
I det tidiga 1300-talets maktspel mellan kung Birger, och hertigarna Erik och Valdemar, hade hertig Erik 1304 fått den norska staden Kongahälla med borgen Ragnhildsholmen vid Nordre älv, samt Älvsyssel (södra Bohuslän) i förläning av sin tilltänkte svärfar, den norske kungen Håkon Magnusson. Erik erövrade sedan också den svenska staden Lödöse med borgen Lödösehus vid Göta älv från kung Birger, samt fick även norra Halland i förläning av Håkon.
Sedan Håkon bytt sida i brödrastriden belägrade hans trupper år 1308 borgen Ragnhildsholmen efter att Erik vägrat att lämna tillbaka sina förläningar. Då belägringen drog ut på tiden och vintern närmade sig måste något göras. Enligt den svenska Erikskrönikan var det den danske greve Jacob, grundare av fästningarna Varberg och Hunehals, som "stack det i kungens öra" att uppföra en befästning på klippan Elfarbakki (Älvebacken), på Bagaholmen i Nordre älv, som var Älvsyssels tingsplats. Borgen kunde där fylla flera funktioner. Dels genom att vara vinterförläggning åt de belägrande trupperna vid Ragnhildsholmen, dels ett hinder för kommunikationen mellan Ragnhildsholmen nedströms och hertig Eriks borg Lödösehus uppströms via Göta älv, samt dessutom minska Ragnhildsholmens betydelse eftersom Bohus låg bättre till för kontroll av både Göta- och Nordre älv.
 När fästningen byggts fick den snabbt den avsedda negativa effekten för hertig Erik, och Erikskrönikan konstaterar besviket att "den som rådde att bygga det opp, lön tager han i helvitis pot (kittel)".
"Huset" (fästet), som till en början var av trä, blev snart en av Norges viktigaste platser genom att det behärskade gränsfloden Göta älv, och genom allt kraftigare befästningsarbeten av sten blev det också ett av hela Nordens starkaste slott. Bagaholmen, den holme på vilken fästet låg, var tidigare tingsställe för södra Bohuslän (Älvsyssel) och hövitsmannen på Bohus hade styret först över denna södra del, och senare även över norra delen (Viken) av det landskap, som efter borgen fick namnet Bohus län.
Bohus kom att spela en betydelsefull roll i de båda grannrikenas förhållanden till varandra, såväl de fredliga som de fientliga. 
- År 1331 blev den 15-årige norsk-svenske unionskungen Magnus Eriksson förklarad myndig på Bohus slott vid en norsk herredag, och Bohus blev ett av hans huvudresidens under de närmaste åren på grund av det fördelaktiga läget mellan de två länderna.[11]
- År 1335 skedde ett kungabröllop på Bohus mellan Magnus och Blanka av Namur, och en ridderlig hovmiljö med starka europeiska kulturkontakter utvecklades under några årtionden på Bohus.[11]
- År 1344 hyllades Magnus son Håkan som Norges konung på Bohus.[12]
- År 1349 på hösten nådde Digerdöden fram till Götaälvdalen.
- År 1368 hemsökte en Hanseatisk flotta södra Bohuslän. Marstrand och Kongahälla brändes, samt "alla härbärgen på Bagaholmen som stod utanför muren", men inga uppgifter finns om någon belägring av Bohus.[13]
- År 1388 mottog Håkans änka Margareta de svenska stormännens anbud på Sveriges krona och nyare forskning har visat att denna överenskommelse, Dalaborgstraktaten, troligen utfärdats på Bohus.[14]
- År 1389 fördes kung Albrekt av Mecklenburg som fånge till Bohus på order av drottning Margareta efter slaget vid Åsle Mosse. På samma slott hade hans föräldrar förlovat sig år 1321.[15]

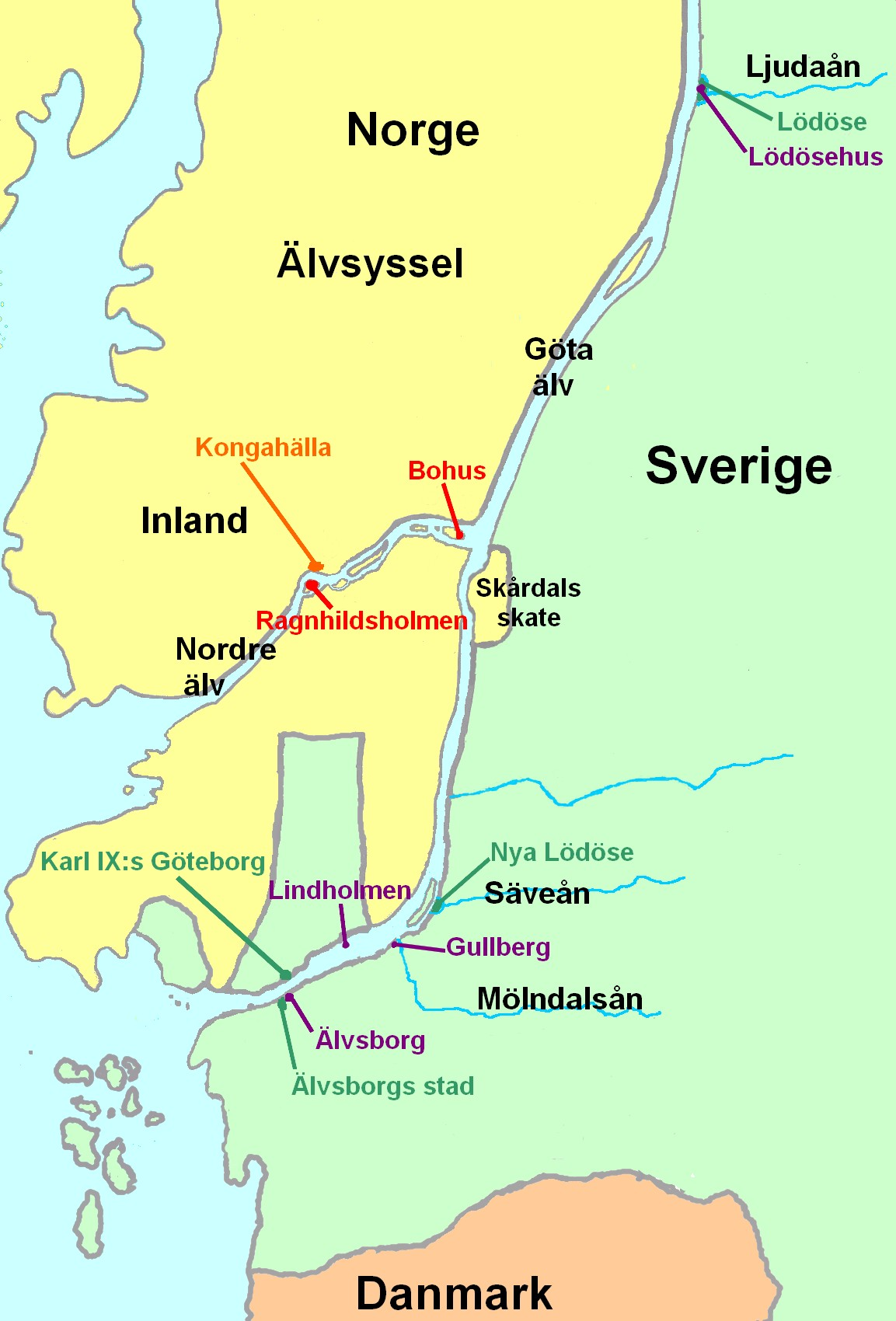
Bohus på Bagaholmen i sitt geografiska sammanhang vid Göta älvs mynning fram till 1612. Rött: Norska borgar, Orange: Norska städer, Lila: Svenska borgar, Grönt: Svenska städer.

### Bohustullen
Under 1400-talet blev Bohus ekonomiska betydelse synlig. Då Norge ägde ett stycke land på östra sidan av Göta älv, Skårdals skate, kunde man spärra älven däremellan och ta upp passagetull från fartyg och landsvägsresande som passerade till och från Gamla Lödöse längre uppströms. Redan 1441 framförde svenska riksrådet klagomål över den "olagliga och oskäliga tull" som avkrävdes den svenska trafiken förbi Bohus. Svenskarna godtog inte resonemanget om norskt land på båda sidor av Göta älv. Då norrmännen inte behövde betala tull någonstans i Sverige, varför skulle svenskarna göra det i Norge? Frågan kopplades också i många diplomatiska förhandlingar under 1500- och 1600-talet till Öresundstullen. Bohustullen var en av anledningarna till att Sten Sture 1473 beslöt att flytta Lödöse närmare älvmynningen. Staden blev därefter Nya Lödöse i nuvarande Göteborgsstadsdelen Gamlestaden.
Förutom tullen påverkade Bohus handeln i området genom att slottet i egenskap av förvaltningscentrum blev bas för kommersiell verksamhet. Detta påverkade också utvecklingen av den näraliggande staden Kongahälla, senare Kungälv.

#### Bohus slotts kungsladugård
Precis som hos övriga tidigmedeltida slott i Norden, så hade Bohus en kungsladugård. Denna användes dels till att producera mat till fästningen, ge hö och stallplats till soldaternas hästar samt vara insamlingsplats för de naturaskatter som i Bohuslän oftast var omalet korn. Ladugården var under medeltiden belägen vid nuvarande "Turistkvarnen", en väderkvarn i centrala Kungälv nära bostadsområdet Komarken. Enligt samtida dokument var det den största jordbruksfastigheten i Norge under sen medeltid.
På 1500-talet började bebyggelse växa fram nedanför fästningen. Efter flytten av det brända Kungahälla 1612 till fästningsholmen och Ny-Kungälv, skiftades markområden så att stadsborna fick kungsladugårdens tidigare mark i utbyte mot att kungsladugården flyttade till de gamla stadsmarkerna i Kungahälla, nuvarande Kastellegården. Detta byte beräknas ha skett ca 1621.

### Tidiga belägringar
- (1) År 1482 belägrades Bohus första gången då det norska rådet valde Jon Svalesson Smör till riksföreståndare i stället för unionskungen Hans, och beslöt fördriva den danske ståthållaren på Bohus, Jörgen Lauritssön.[21] Belägrarna gav upp med oförrättat ärende.[22].

- (2-4) År 1501-1502 belägrades Bohus tre gånger under ett inbördeskrig mellan norske riddaren, och förre länsherren på Akershus Knut Alvsson (Tre Rosor), och Henrik Krummedige länsherre på Bohus. Vid andra belägringen anlände den 21-årige prins Kristian, senare kung Kristian II, till Bohus försvar.[22] Sedan Knut mördats i Oslos hamn 1502 av Krummediges män under förhandlingar och löfte om fri lejd,[23] belägrades Bohus av Knuts nära allierade, Nils Ragnvaldsson. Kongahälla intogs, men Bohus klarade även dessa tre belägringar. Krummedige, som efter mordet på Knut var en av Norges mest föraktade män,[23] förflyttades till ett danskt län av kung Hans.[21]

- (5) År 1531 kom den landsflyktige före detta kung Kristian II med en armé av legosoldater till Bohuslän och Oslo-området. Då han blivit avsatt som kung i Sverige 1521 och Danmark 1523, försökte han nu återta makten då motståndet i området bedömdes vara svagt. Marstrand besattes och Kristians rådgivare,den landsflyktige svenske överlöparen Ture Jönsson (Tre Rosor) uppmanade kommendanten på Bohus, Klaus Bilde, att genast upplåta slottet till "den milde kong Kristian".  Svaret blev bland annat: "Du haver så tidt vändt och slitit din kappa, att hon nu är så jämmerligen sliten uppå båda sidor att hon icke vill tjena ibland någon ärlig mans klädebonad."[24] Efter ett stormanfall som misslyckades drog sig Kristian tillbaka mot Norge.

- (6) Året därpå försökte Kristian återigen belägra Bohus efter att Ture Jönsson lovat att inga trupper av betydelse fanns i närheten. Då en gemensam dansk-svensk här med bland annat Gustav Vasas rytteri dök upp och anföll lägret vid Kongahälla anmärkte Kristian: "Du sade att inga hovmän (ryttare) funnos i Sverige. Äro de kärringar som här komma?" [24] Kristian gav därefter upp belägringen efter att ha låtit avrätta Ture Jönsson.[25]

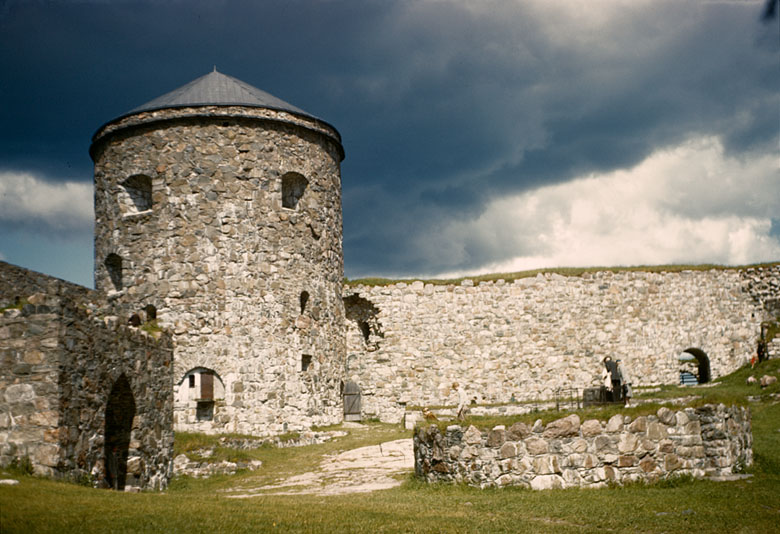
Bohus fästning, 1949.

### Nordiska sjuårskriget
Under Nordiska Sjuårskriget 1563–1570 utsattes Bohus för sex hårda belägringar. Vid de första fem försvarades fästningen av den danske befälhavaren Jens Holgersen Ulfstand (till Skabersjö).
Redan hösten 1563 beordrades Per Brahe i samband med sin expedition till Bohuslän att inleda en belägring av Bohus. Det var under detta mindre fälttåg som svenskarna brände Kungälv och avkrävde menigheter i Viken trohetseder till den svenske kungen. Svenskt krigsfolk befann sig också någon tid invid Bohus, men någon egentlig belägring av fästningen inleddes aldrig, därtill var Per Brahes styrka alltför begränsad.
- (7) På vintern 1564 bröt de svenska befälhavarna Gustav Stenbock och Klas Horn upp från Gamla Lödöse med tre fanor (900 man) ryttare och sju fänikor (2 200 man) fotfolk.[27]. Då belägringsartilleriet skulle föras över Göta älv vid Lödöse ingick en specialtillverkad kanon, kallad "Skiegge", vilken var av extra stor kaliber för att skjuta sönder Bohus murar. En bedömning är att den var cirka 5 meter lång och vägde cirka 12 ton.[28] Tyngden på "detta obäkeliga kruthorn" som den kallades i en senare redogörelse,[29] gjorde att kanonen brakade genom isen på älven någonstans mellan Gamla Lödöse och Bohus och har därefter trots sökande aldrig återfunnits. De kvarvarande mindre kanonerna kunde inte skjuta genom murarna, och då dessutom kylan var mycket sträng och en tyfusepidemi bröt ut måste svenskarna avbryta belägringen efter bara några dagar. En uppgift säger att svenskarna förlorade ca 1 400 man vid belägringen, de flesta genom förfrysning.[29]

- (8) En större truppstyrka samlades återigen vid Gamla Lödöse på nyåret 1565. Nu var Åke Bengtsson Färla i ledningen för 2 fanor (600 man) ryttare och sju fänikor (2 200 man) fotfolk.[30]  Dessutom ledde Clas Åkesson Tott artilleriet, som den 18 februari började belägringen. Den 26:e stormade svenskarna och intog ett av tornen, men det återtogs omgående av försvarande Jens Ulfstand.[30] Den 28:e gjordes en ny stormning, men ett utfall från fästningen fick svenskarna under stort manfall att dra sig tillbaka. Den 14 mars hävde Färla belägringen då hövitsmannen på Akershus, Christian Munk, var på väg att falla svenskarna i ryggen och den rasande kung Erik XIV ersatte Färla med greve Per Brahe.[30]

- (9) Brahe började med sju fanor (2100 man) och fjorton fänikor (4 400 man) att återigen belägra Bohus den 14 april 1565. Fram till den 9 maj besköts fästningen utan stormningsförsök. Till slut drabbades även svenskarna av livsmedelsbrist, och kungen befallde att Brahe skulle sända ut de svenska belägrarna till fästningholmen utan mat och öl, där de i sin vanmakt förväntades storma fästningen.[30] Då Brahe vägrade följa ordern ersattes han av Charles de Mornay och trupperna samt det grova artilleriet transporterades tillbaka till Skara.

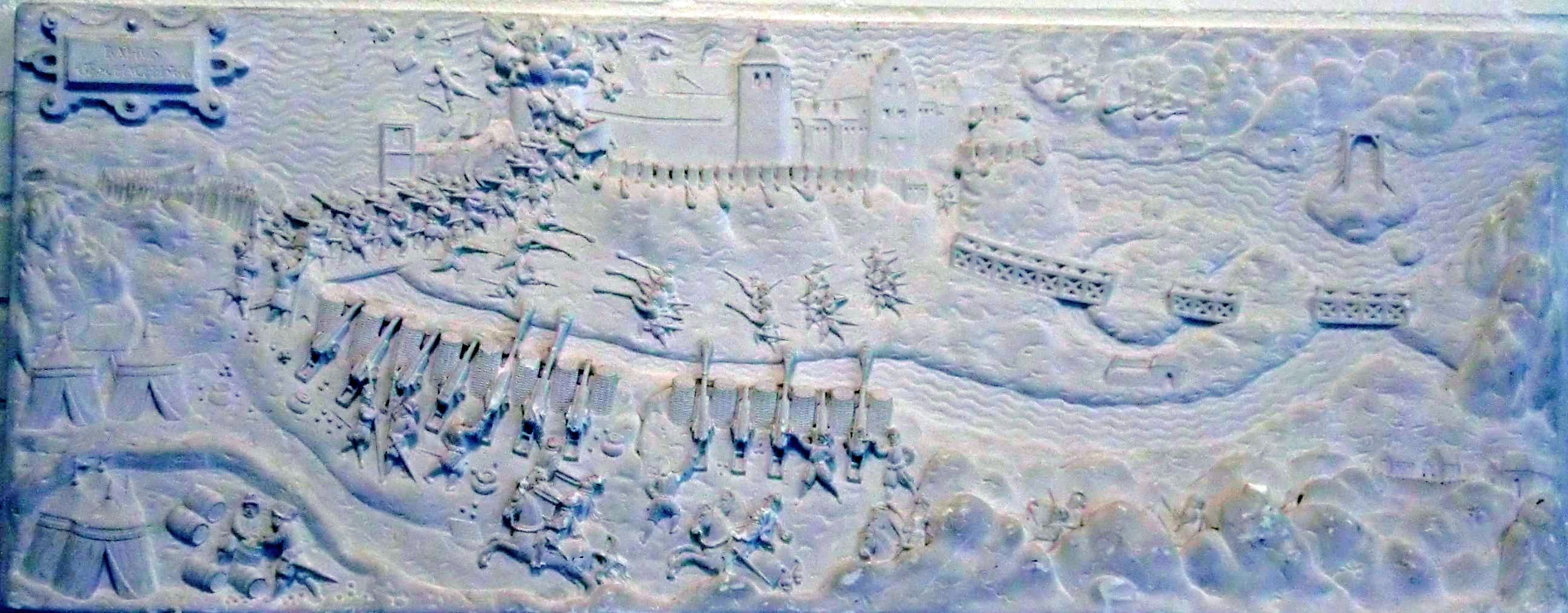
Bohusiska smällen återgiven på relief. Gipskopia från Nordiska folkhögskolan i Kungälv, efter original på Fredrik II:s grav i Roskilde domkyrka.

- (10-11) Den 5 mars 1566 bröt en svensk truppstyrka upp från Alingsås under ledning av Nils Boije af Gennäs och medhjälparna Nils Sture samt Erik Stenbock. Den 23 mars började beskjutningen av Bohus och efter att ha beskjutit murarna i tre dagar[31] inledde 10 fänikor (3 100 man) stormning. Vid fjärde stormningsförsöket intogs kärntornet "Röde Torn", men självuppoffrande försvarare sprängde tornet i vad som kallas Bohusiska smällen.[31] Cirka 250 svenskar beräknas ha dödats vid explosionen.[32]  En krönikör skrev efteråt att "Svenskarna blev som kråkor och andra fåglar förda upp under himmelen och icke en kom därifrån med livet".[33] Anfallen fortsatte men hade förlorat sin kraft och den rasande Erik XIV ersatte Boije med trupper under Charles de Mornay. Cirka 2 300 svenskar beräknas ha dödats under belägringen enligt dansk källa.[31] Då danske härföraren Daniel Rantzau närmade sig från Halland avbröts slutligen även de Mornays belägring.

- (12) Enligt en i viss litteratur förekommande uppgift skall Bohus ha inneslutits även vintern 1567. Sant är att planer förelåg fr.o.m. senhösten 1566 på en ny belägring under befäl av Tönnes Olofsson (till Kjulo), men denna hann aldrig inledas innan Tönnes Olofsson i februari 1567 erhöll order om att med sitt krigsfolk i stället bege sig mot Akershus för att ansluta till den svenska styrka som då nyligen hade trängt in i Norge. (Då Tönnes Olofsson mottog kontraordern befann han sig med ryttare och knektar i Västervånga socken i Västergötland.)[34]

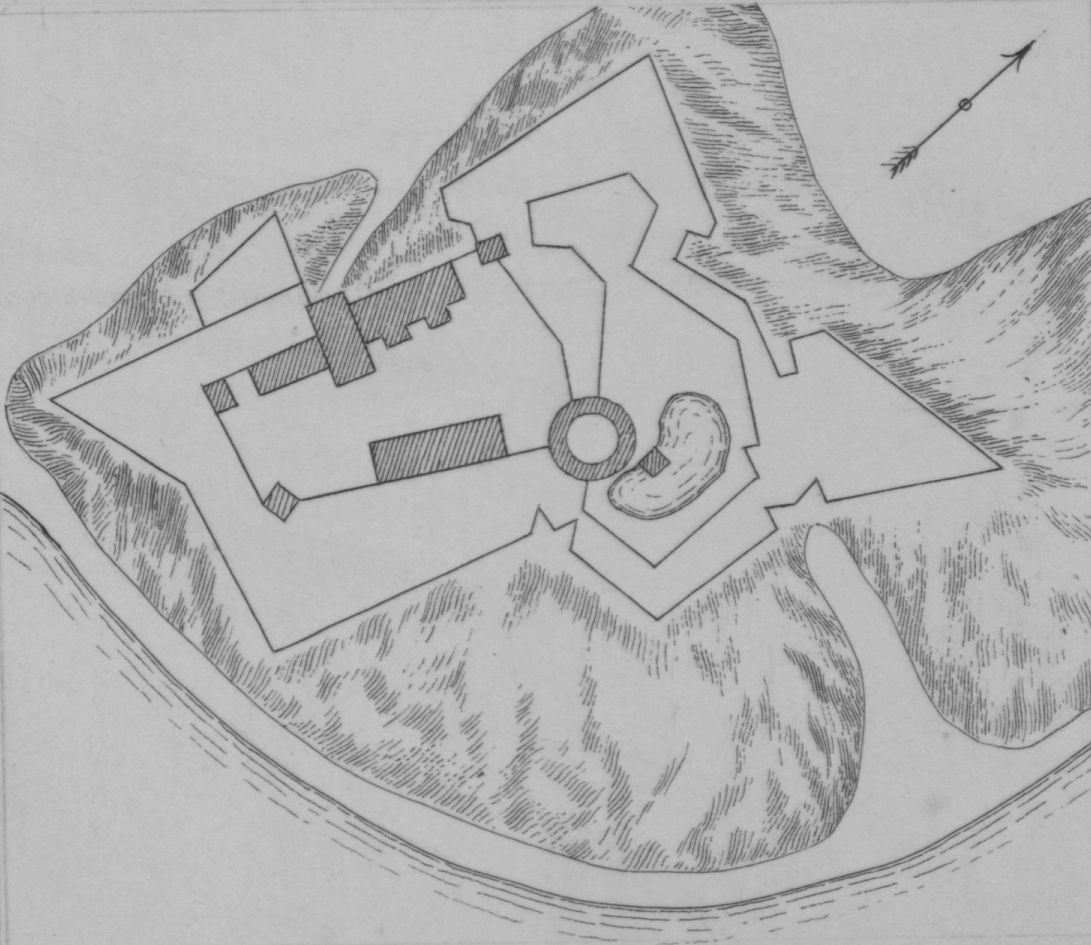
Den medeltida borgens, med ett undantag, fyrkantiga torn kompletterad med bastioner. Ritning från cirka år 1600.

Slottet hade lidit svårt av belägringarna men sattes åter i stånd efter kriget. För att möta tidens förändrade villkor byggdes den medeltida borganläggningen om till ett praktfullt renässansslott. Utanför ringmuren tillkom nu stora befästningsmurar och vallar, så kallade bastioner, och mellan åren 1584 och 1604 leddes arbetena av slottsbyggmästarna Hans van Paeschen och Hans van Steenwinckel den äldre. Då staden Kungälv hade bränts ner av svenskarna under Kalmarkriget vintern 1612, byggdes den nya staden Ny-Kungälv upp på fästningsholmen i skydd av Bohus fästning enligt order från Kristian IV.

### Hannibalsfejden och sänkverket
Sverige startade krig mot Danmark i december 1643, det så kallade Torstenssonskriget eller i samband med de norska krigshändelserna, Hannibalsfejden, efter ståthållaren i Norge Hannibal Sehested. Den norska taktiken gick därefter ut på att genom anfall in på svenskt område binda svenska trupper i gränstrakterna mot Norge för att förhindra att dessa deltog i de avgörande striderna i Skåne. Ett annat norsk-danskt mål var att isolera och belägra Göteborg, och då kunde Bohus användas som stödjepunkt. Den 8 mars 1644 skriver Sehested att det vore lämpligt att låta "Siunke en Kreier midt ud i Inløbet på Elven wed Bohus at fordærwe deres Fart og Handel millan Sverrig og Gotteborug ovenfra". En "Kreier" är en typ av enmastat handelsfartyg. Arbetet fortskred med att timmerstockar slogs ner i dubbla rader i älvleran med sten däremellan och en redutt iordningställdes på Fiskarholmen, en liten ö ute i älven några hundra meter från fästningen.
Under 1644–1645 förekom strider mellan svenska och dansk-norska trupper då svenskarna anföll skansar i Skårdals skate och försökte hindra arbetet på sänkverket vid Bohus. I rapporter meddelas att Ove Gjedde, befallningsman på Bohus, den 27 januari 1645 återtagit Skårdals skans från svenskarna, och Sehested meddelar också att svenskarna den 31 maj 1645 blivit slagna "wed Synkewerket, som meget er dennem udi Wæien".

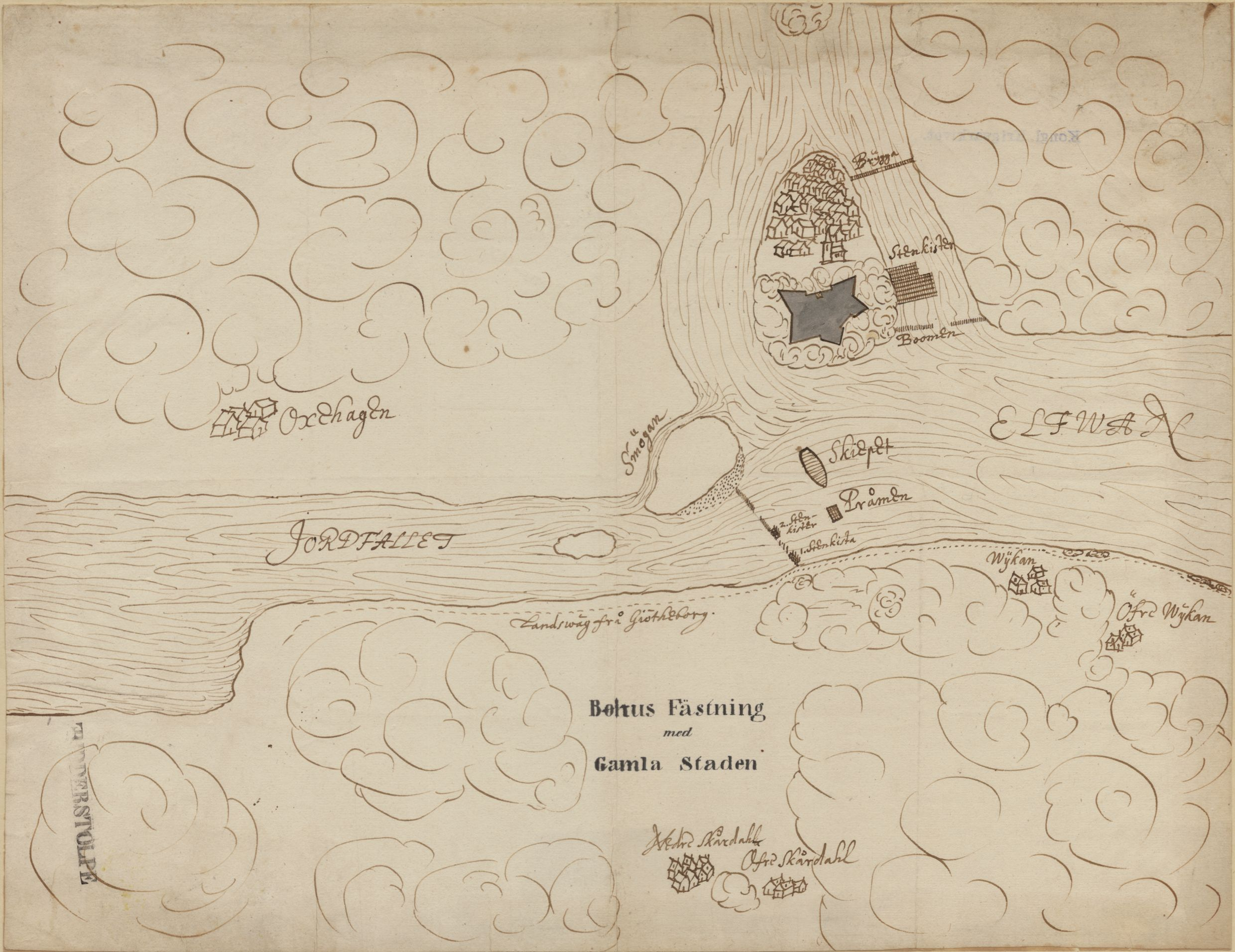
Kartskiss över det yttre försvaret runt Bohus, sedd från den svenska östra stranden av Göta älv 1645.

#### Dansk-norskt anfall
I början av augusti 1645 intensifierades striderna utefter östra älvstranden mellan Nödinge och Skårdal. Sehested marscherade den 1 augusti på en tillfällig bro vid Jordfallet med en styrka bestående av 600 ryttare, 300 dragoner och 3 500 man fotfolk över älven och vidare efter östra stranden ner mot Göteborg. Efter att ha tvingats tillbaka över Göta älv under strider, bland annat med  Västgöta ryttare under överste Harald Stake vid den så kallade Ranängen och Lärje den 4–5 augusti, tog i stället svenskarna initiativet och under general Lars Kagg jagades Sehesteds trupper tillbaka till norra Hisingen. Efter ytterligare strider på södra stranden av Nordre älv drog sig Sehesteds trupper tillbaka över älven på natten till 7 augusti, men försökte också med motanfall att hindra Kaggs påbörjade artilleribeskjutning av fästningen. Natten till den 13 augusti intogs redutten på Fiskarholmen av svenskarna, men återtogs morgonen därpå efter kraftig beskjutning från fartyg och kanonbestyckade pråmar i älven.

#### Ny-Kungälv sätts i brand
Klockan 6 på morgonen den 13 augusti började svenskarna beskjuta Ny-Kungälv på fästningholmen med glödande kanonkulor. Fästningens officerare gjorde mycket lite för att hindra beskjutningen då man ansåg borgerskapet i Ny-Kungälv vara svensksinnade och gärna ville ha bort bebyggelsen från fästningens närområde. Cirka klockan ett på eftermiddagen öppnades fästningsportarna och soldater rusade ner i staden för att plundra. Då borgerskapet inte kunde försvara sig både mot bränder och de egna soldaternas plundring, brändes ett antal byggnader ner.
- (13) Mellan den 14 och 18 augusti besköts fästningen både från Hisingen och Inlandssidan därefter avtalades 48-timmars vapenvila,[39] sedan förbereddes stormning av fästningen.[40] Innan denna vapenvila var slut kom beskedet: Fred hade slutits i Brömsebro den 13 augusti,[41] samma dag som Ny-Kungälv brändes.

Efter Hannibalsfejden revs ringmur och torn på borgens sydsida. I stället för Kyrktornet i sydväst byggdes tornet Mors Mössa, och i stället för det ursprungligen fyrkantiga, senare runda Musetornet i sydöst byggdes det halvrunda Krabbetornet, senare kallat Sven Halls torn. Mellan dessa torn byggdes det så kallade Gamla Magasinet. Dessa arbeten ägde rum 1648–1651 efter planer av den norske militäringenjören Isaac van Geelkerck. Den sårbara entrén byggdes om med ett utanverk, Svingeln, och den kraftiga bastionen Larmposten vilken innehöll den nya porten. Staden Ny-Kungälv flyttades under mitten av 1600-talet successivt från fästningsholmen.

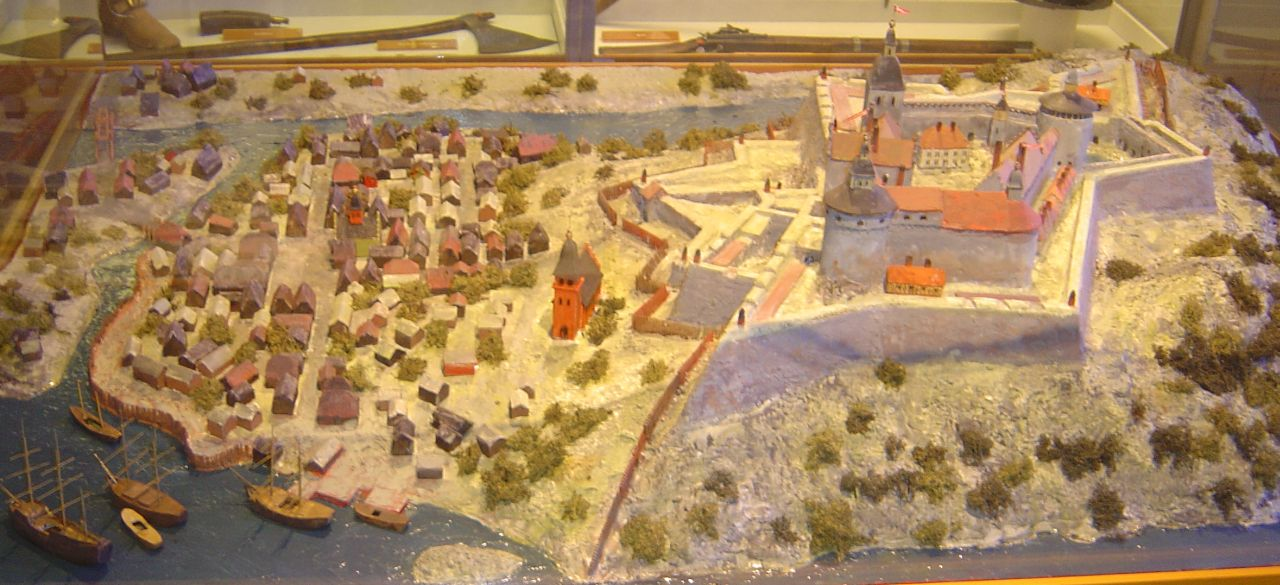
Rekonstruktion av hur Bohus fästning och Ny-Kungälv kan ha sett ut på 1650-talet. Modell utställd på Forsvarsmuseet i Akershus fästning i Oslo.

### Krabbefejden

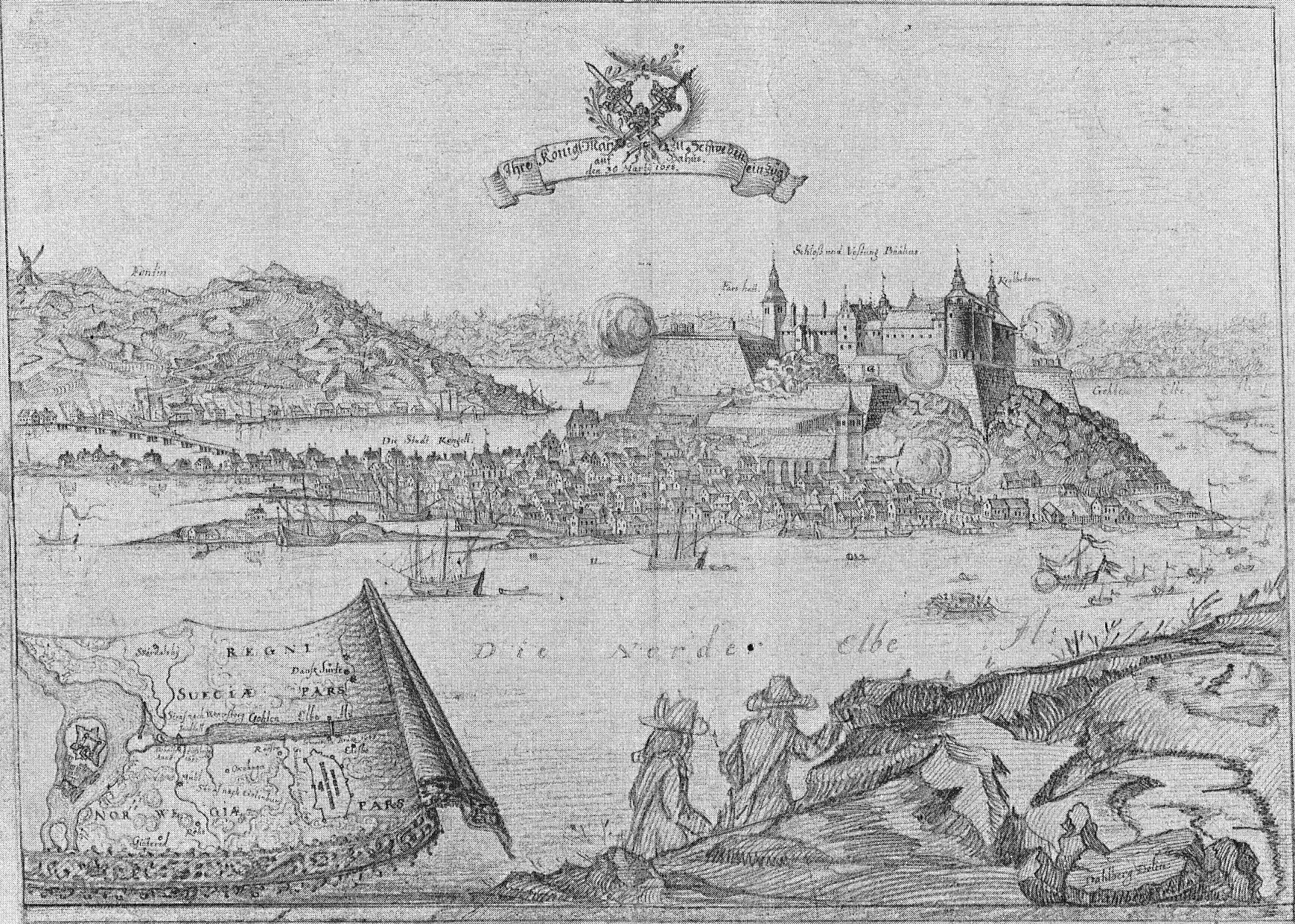
Bohus fästning och Kungälvs stad år 1658. Teckning av Erik Dahlbergh.

Den 5 juni 1657 förklarade Danmark officiellt Sverige krig, vilket kom att kallas Karl X Gustavs första danska krig, eller i Västsverige Krabbefejden, efter den danske generalmajoren och befälhavaren för södra Norge, Iver Krabbe. Den dansk-norska taktiken var som tidigare att attackera in på svenskt område för att hindra svenska trupper från att delta i kriget i Skåne och Danmark, och att använda Bohus som bas mellan attackerna. Några dagar in i juli skickade Krabbe en flottilj med en skärbåt och flera jakter innehållande flera kompanier soldater och några lätta kanoner, från fästningen uppför Göta älv till ön Tjurholmen och trakten däromkring. Därefter följde diverse stridshandlingar i Götaälvdalen under sommaren och hösten 1657. Den mest omfattande var slaget vid Hjärtum den 27 september, därefter återsamlades danska hären 8 oktober vid Bohus. Mellan 15 och 31 oktober härjade Krabbe med 3 000 man i området runt Partille, Bergum och Skepplanda därefter återigen till Bohus. Under vintern 1657–1658 förekom strider i Bohuslän, bland annat vid Uddevalla skans.

#### Fästningen överlämnas
Trots att Krabbe hade initiativet i kriget kom beskedet den 5 mars: På grund av freden i Roskilde skulle Krabbe överlämna Bohus fästning och län till "hans kierlighed kongen af Sveriges fuldmegtige". Den 18 mars 1658 tågade den danska garnisonen ut från Bohus, och dagen efter tågade "hans grevliga excellens" general Erik Stenbock i spetsen för fem kompanier till häst (dragoner), och nio fanor ryttare in på Kungälvs marknadsplats alldeles under fästningen. General Iver Krabbe överlämnade slottsnycklarna till Stenbock vid ingången till försvarsverken, och general Stenbock överlämnade dem i sin tur till nya kommendanten Bengt Lilliehöök. Därefter avlägsnade sig Krabbe och svenskarna red in i fästningen. Där kunde de genast konstatera att danskarna hade fördärvat det som gick att fördärva av möbler och inredning. Fönster var utslagna, dörrar borttagna, lås sönderbrutna, kakelugnar och spisar förstörda. Karl X Gustav besökte fästningen några dagar senare, i samband med ett besök i Göteborg.

### Gyldenløvefejden

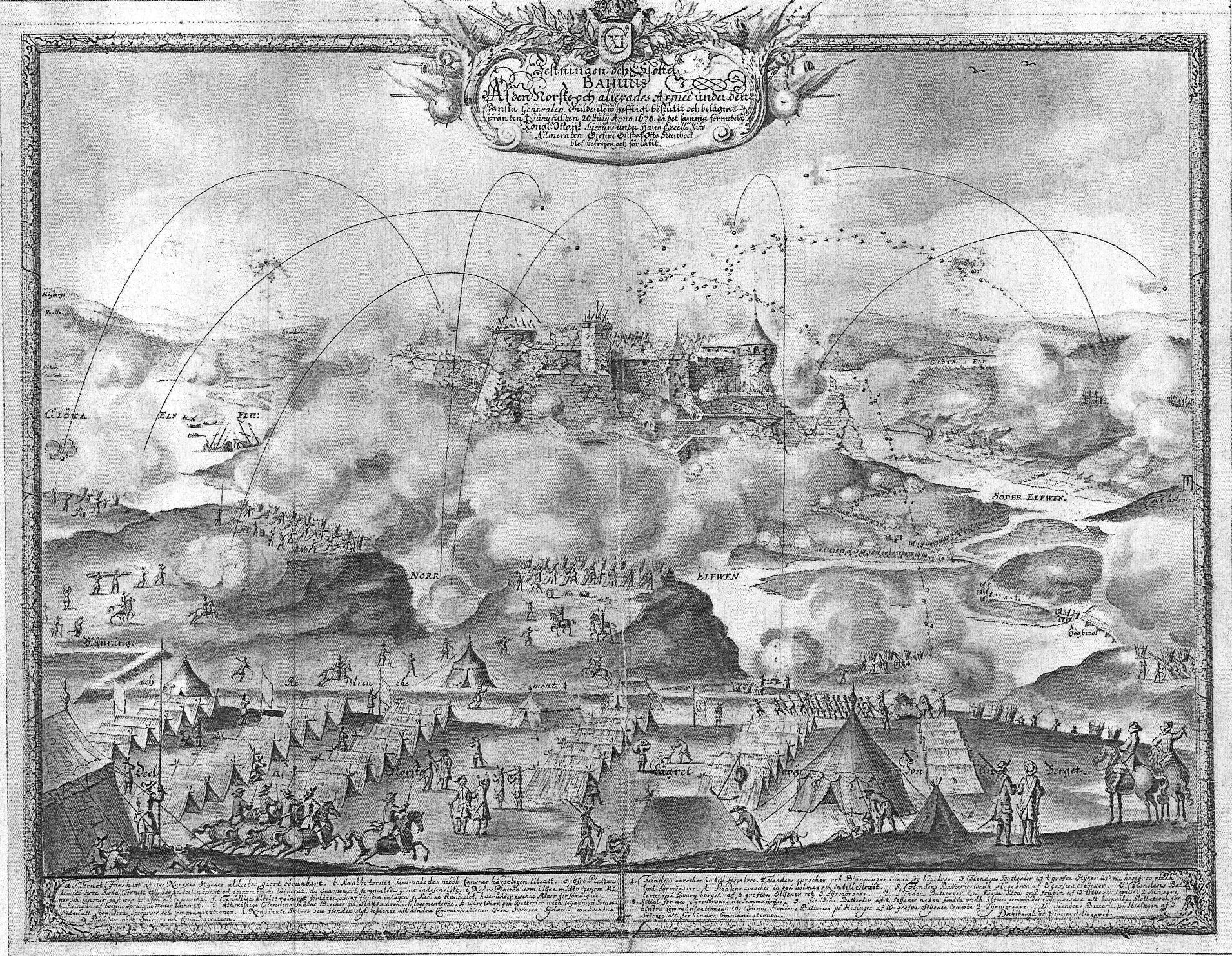
Bohus fästning sedd från det norska lägret på berget Fontin under belägringen 1678. Erik Dahlbergh.

Den 2 september 1675 förklarade Danmark krig mot Sverige, det så kallade Skånska kriget, eller i Västsverige Gyldenløvefejden efter ståthållaren i Norge 
Ulrik Fredrik Gyldenløve.
 Den 8 juni 1676 anföll Gyldenløve in i Bohuslän med 4 000 man. Den 17 juni intogs Uddevalla, och den 26 juni föll Vänersborg. Den 22 juli brändes bebyggelsen på "Västra gatan" i Kungälv av kommendanten på Bohus Börje Nilsson Drakenberg på order av svenske guvernören (landshövding) general Harald Stake för att inte de dansk-norska trupperna som närmade sig skulle kunna dra fördel av stadsbebyggelsen. I början av augusti hade Gyldenløve sitt läger vid Gullön väster om Kungälv och småstrider förekom, bland annat vid Ängegärde utanför staden. Den 12 augusti brändes även "Östra gatan" i Kungälv av svenskarna. Då Gyldenløve inte hade tillgång till något tyngre belägringsartilleri, sjukdomar härjade och en svensk undsättningsstyrka närmade sig avbröt han belägringsförsöket av Bohus den 17 augusti utan att storma och återvände mot Norge.

#### Fästningens sista belägring
Den 6 juli 1677 anfölls Marstrand av Gyldenløwes soldater, och den 23 juli föll Karlstens fästning. Då man därigenom fick ryggen fri mot havet, ökade möjligheterna att försörja en dansk-norsk armé i södra Bohuslän under en längre tid.
- (14) 1678 råkade fästningen ut för en sista belägring, den svåraste av alla. Den ansattes då i nära två månader (4 juni-21 juli) av en belägringsstyrka på ca 15 000 norrmän och danskar under Gyldenløve som med 43 kanoner och 12 mörsare[52] sköt mellan 20 000 och 30 000 kanonkulor av järn, 2 265 "bomber" med olika innehåll inklusive kemiska och biologiska stridsmedel, 384 spränggranater, 384 stora stenbumlingar, 161 glödande brandkulor, 79 säckar med spränggranater och 600 stora mörsargranater från Fontin och Hisingen.[53] Dessutom ett antal minor som sprängdes under murarna. Allt detta förvandlade fästningen till en grushög.[54] De från början drygt 800 svenska och finska försvararna under överkommendanten, överste Fredrik von Börstell vid Skaraborgs regemente, skulle ha blivit tvungna att ge sig, om inte Gustaf Otto Stenbock i sista stund ankommit med hjälp. Den enda kommunikation som fanns med den av svenskarna kontrollerade östra stranden av Göta älv i slutet av belägringen, var att lägga meddelanden i tomma granater och skjuta över dessa till svenskkontrollerat område.[55] Efter belägringen noterades cirka 400 överlevande i fästningen, cirka 300 döda och 120 sårade, "dem armar och ben avskjutne voro".[53] Det nästan i grund förstörda slottet byggdes upp på nytt men utan prakt och utsmyckning, utan med mer fortifikatorisk prägel. Det var till 1700 residens för landshövdingen över Bohuslän, men förlorade mycket av sin militära betydelse eftersom det inte längre var ett gränsfäste. Under Karl XII:s regering flyttades makten över Bohuslän till Göteborg, och han lät också flytta kanonerna därifrån till Sundsborg (i Svinesund), vilket han ämnade till ett "starkt gränsvärn mot Norge", men efter hans död fick Bohus tillbaka sin bestyckning.

I samband med dansk-norska anfall mot norra Bohuslän och Göteborgsområdet sommaren 1719, ökade hotet också mot Bohus. Efter att den unge norske amiralen Tordenskjold anfallit Marstrand, kapitulerade den svenska garnisonen på Karlsten. När kommendanten på Karlsten, överste Henrich Danckwardt, kom till Bohus för att därefter fortsätta sin resa till Göteborg, blev han arresterad av "en quartermästare och 6 ryttare af öfverste Waldenstiernas regemente". Han fördes därefter fängslad till Göteborg för att senare dömas till döden och halshuggas.

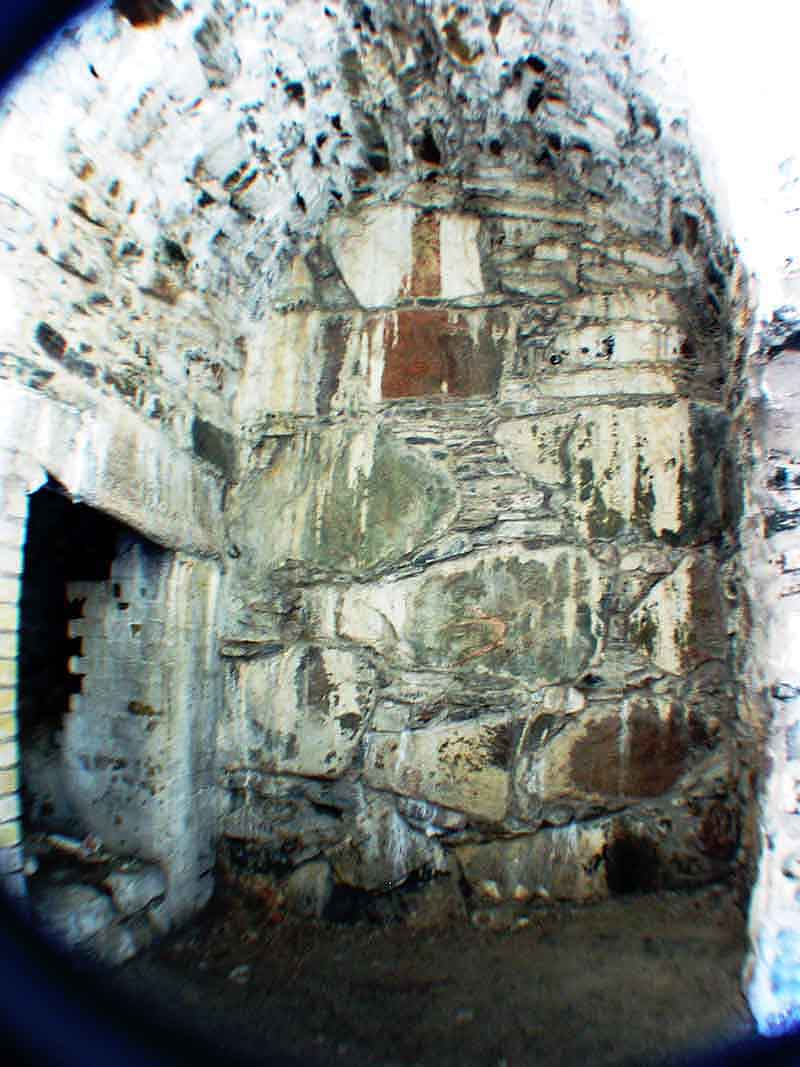
"Prästens fängelse" enligt tradition den cell i bastionen Lilla Våghals där pietisten Thomas Leopold hölls fängslad i 32 år.

## Fångar och bestraffning
Bohus användes under sin aktiva tid även som fängelse och plats för straffarbete.
- Som nämnts ovan fördes kung Albrekt av Mecklenburg som fånge till Bohus 1389 på order av drottning Margareta efter slaget vid Åsle Mosse.
- Bondeledaren Herolf Hydefad fängslades 1508 efter ett upprorsförsök, på order av Kristian II. Han skulle underkastas "pinligt förhör" och sedan avrättas.[57] Eventuellt hör händelserna samman med upproret 1501–1502.[58]
- Den danska adelsfrun Anne Lykke var fånge på Bohus 1626–1627. Bakgrunden var att hon var älskarinna till den danske kronprinsen Kristian, som hade rest runt och fört ett utsvävande liv i stället för att hjälpa fadern kung Kristian IV med att försvara Danmark mot de kejserliga trupperna under general Wallenstein som invaderade Jylland.[59] I ilskan över sonens oförmåga och feghet beordrade kungen att Anne skulle skickas i husarrest till en avlägsen plats – Bohus. Kronprinsen reste snart efter och stannade på Bohus i två månader. Kungälvs byebok berättar att kronprinsen fick bäras från fartyget upp till slottet av 16 man då han blivit ganska fet.[59] Anne erbjöds friheten på vissa av kungen dikterade villkor, men avvisade dessa med trots och stolthet.[60] Bevakningen runt henne skärptes, då det ryktades att hon skulle försöka skada kungen med hjälp av en trollkvinna.[61]
- Under stora befästningsarbeten på 1600-talet användes en mängd straffångar till tyngre arbetsmoment.[57]
- Vid mitten av 1700-talet redovisas 72 män och 5 kvinnor i fångrullan på Bohus.[57]
- En av ledarna för Dalupproret 1743, Pung Erik Ersson från Skeberg, dömdes först till döden men domen mildrades till "40 par spö på bar rygg" och därefter 4 års straffarbete på Bohus, vilket verkställdes mellan 1744 och 1747.[62] Erik var skrivkunnig och flera av hans brev hem till Dalarna under fängelsetiden finns bevarade i Leksands kulturnämnds arkiv. I ett av dem beskriver han sig som "...nu för tiden en fattig fånge på Bohus". Breven berättar också om hemlängtan och omsorg om familjen.[63]

| ”                                             | ...Jag mår väl men de bekymmer och den sorg jag har över min kära hustru och barnen plågar mig hårt. Så fort jag lägger mig i sängen om kvällarna och somnar, så drömmer jag att jag är hemma. Det gör mig så ont men jag kan inte göra något åt det men jag skall genom min Guds nåd så mycket jag förmår bedja min Gud för er. ...Jag önskar er så många föjdestunder som sandkornen mellan er och mig. | „ |
| – citat från brev skrivna av Pung Erik Ersson | |   |

- Borgens mest kända fånge var pietisten och den kristne förkunnaren Thomas Leopold som under sitt liv satt fängslad i 42 år, därav 32 år på Bohus fästning för sina påstådda irrläror. Från 1729 till 1736 hade kyrkoherden i Kungälv uppdraget att leda in honom på "den rätta vägen", utan resultat.[65] Tillstånd gavs att gå ut på kanonvallen tillsammans med prästen, men utan att tala med någon annan. Efter att ha förflyttats till Kalmar slott och därefter Danvikens hospital i Stockholm där han lyckades få ihop en skara likatänkande, förflyttades han återigen till Bohus 1746.[65] Då han betraktades som oförbätterlig fick han inte ta emot besök utifrån utan hade bara kontakt med sina fångvaktare. Först 1764 när nye kommendanten Didrik Taube sände in en förteckning över fångarna upptäckte Kungl. Maj:t att Leopold fanns kvar! Då det rapporterades att han var vid full vigör och med sin tro i behåll bestämdes att han skulle stanna i fängelse, vilket han gjorde till sin död 1771. Kungl. Maj:t bestämde att han skulle begravas "i stillhet på anständigt sätt och läggas avsides i Kongelfs kyrkogård".[65]

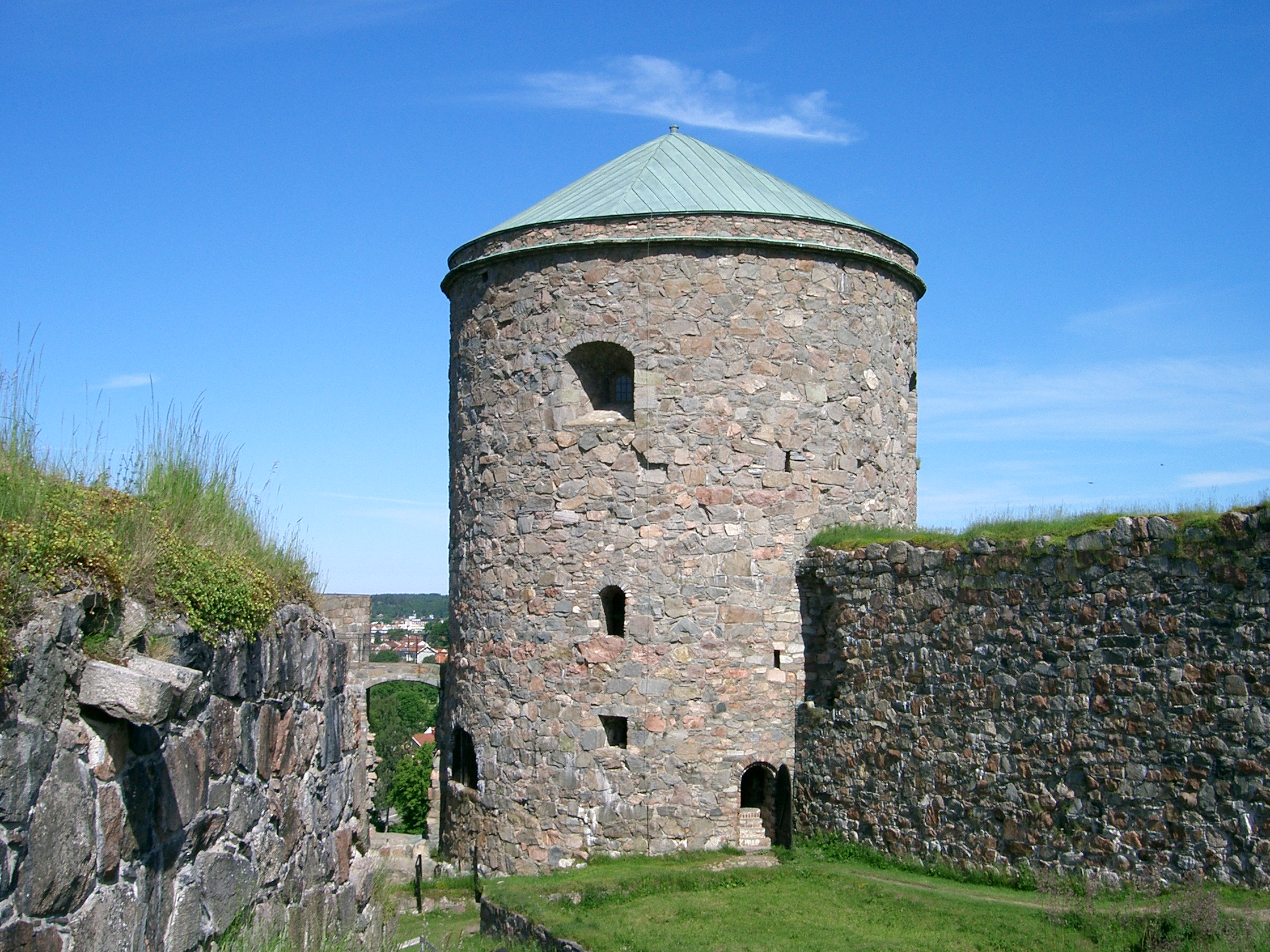
Fars Hatt

### Fängelsehålor
- Slottsbrunnen sprängdes ut ur klippan på borggården genom makning åren 1616–1630, och arbetet på den slutligen 22 meter djupa brunnen utfördes av fångar, ibland på livstid.[66] Den första kända fången hette Jen Vaegter, som sändes till Bohus vid påsktid 1616. Brunnsschaktet vid borggårdens nivå var över 30 kvadratmeter stort. Mitt på borggården ligger brunnen, med en murbeklädd platå och en oval planform, idag cirka 9 meter bred och 13 meter lång samt ett par meter hög. Troligen har det funnits en mindre brunn på borggården under medeltiden, cirka 10 meter norr om den nuvarande.[67] Förutom det tunga arbetet var fångarna slagna i järn och hade tunga bojor att släpa på.[68]. För några fångar omvandlades dödsstraff istället till arbete i brunnen. Till exempel fick en soldat på Kronborgs slott som försummat sin vakt i stället för det normala dödsstraffet, tre års arbete i brunnen på Bohus.[57]

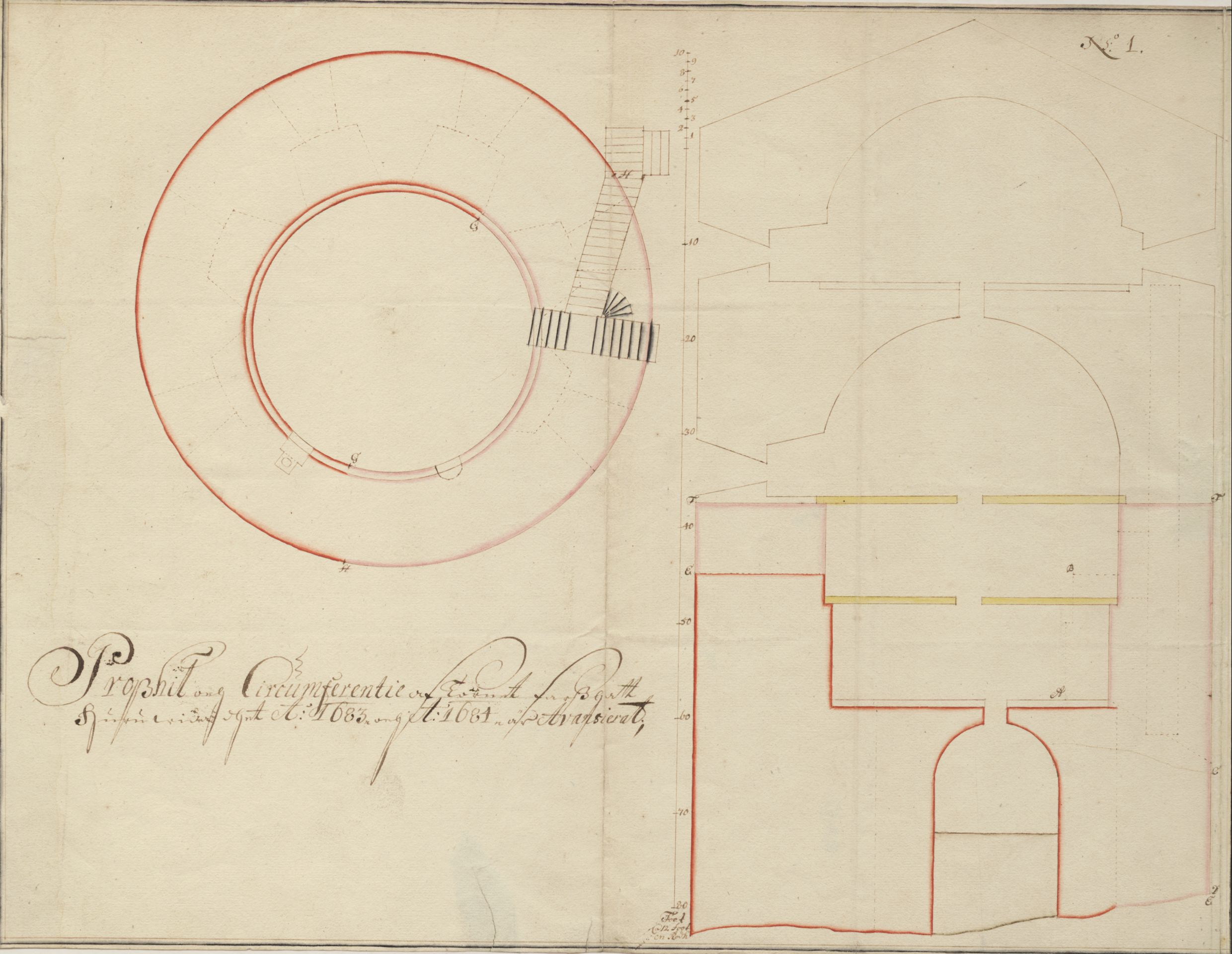
Ritning från 1684 av den påbörjade återuppbyggnaden av tornet Fars hatt, med sin flaskformade fängelsehåla. Fångarna fördes genom ett hål i taket ner på ett golv av grovt järngaller några meter över marken.

- Fars Hatt och Sven Halls torn hade fängelsehålor utan ljusinsläpp. I tornet Fars Hatt låg fängelsehålan med sitt golv av grovt järngaller, 6 meter under första våningen.[69] Vid det norska inbördeskriget 1501–1502 uppmanar kung Hans i brev till länsherren Henrik Krummedige att försöka fånga upprorsledaren Nils Ragnvaldsson och spärra in honom i "Fadhers hath"[70]. Förhållandena för fångarna var vidriga:

| ”                             | ...the sänkas ned lik som i en diup afgrund, hafwandes till gålf Järn-Galror at gå och ligga på, hwar under är ett stort diup, hwilket wäl emottager alla deras excrementer, men kastar sen ifrån sig en olidelig Lukt och Stanck, så att the arme Delinquenter wilja helre dö, än their bli liggandes något Dygn, sen längre, hwarigenom ock många bringas till en sann Bekännelse, Bättring och Omvändelse, ther the eljest intet kunna bringas till rätta.... | „ |
| – Ur en beskrivning från 1740 | |   |

Fängelsehålan i Fars Hatt kan idag ses ovanifrån vid besök som turist.
- I Sven Halls torn hittades en igenmurad fängelsehåla vid restaureringsarbete på 1930-talet. Det var rester av fängelsehålan i det medeltida fyrkantiga Musetornets källare med storleken 3,5 meter i fyrkant och 5 meters takhöjd. En numera igenmurad 10 meter lång gång gjorde att man på den tiden kunde nå fängelsehålan direkt utifrån borggården.[71].

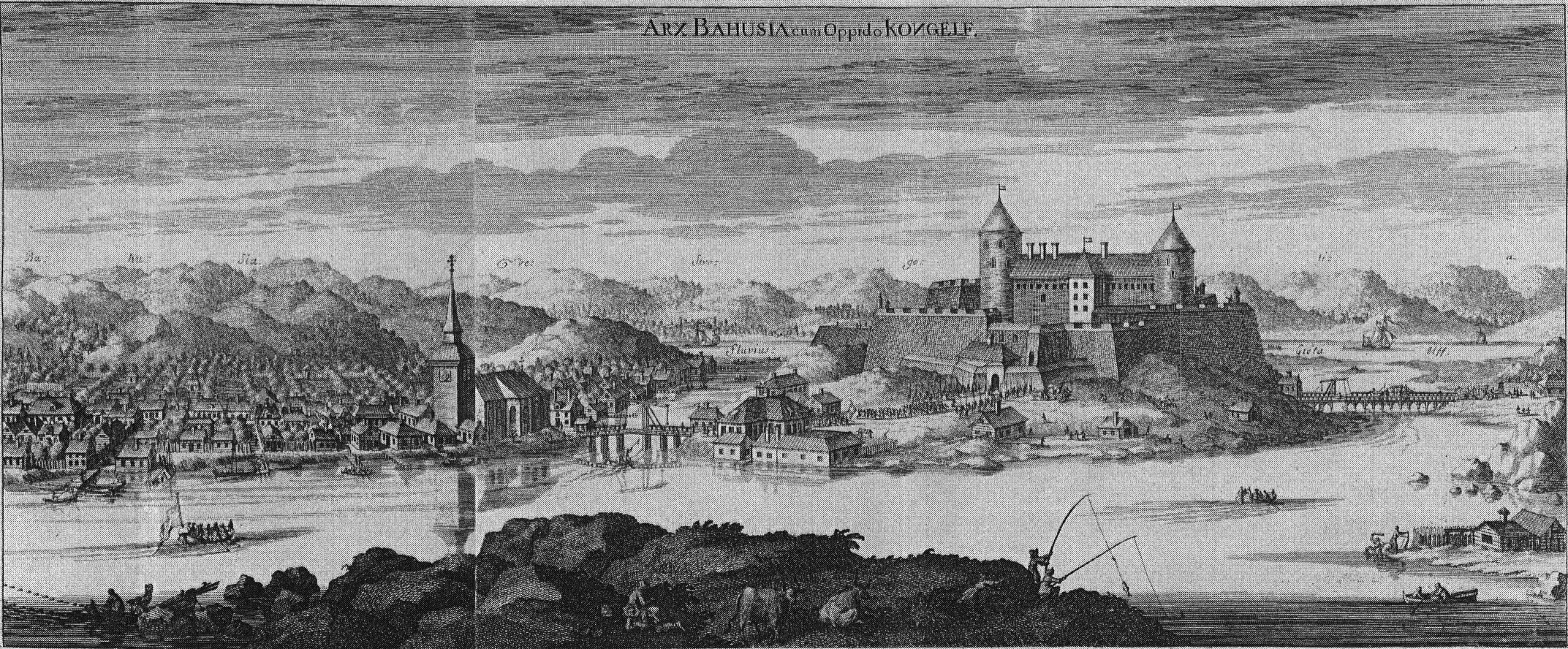
Bohus fästning och staden Kungälv år 1713, återuppförda efter belägringen. Kopparstick av Johannes van den Aveelen.

## Fästningen avvecklas och raseras
I mitten av 1700-talet hade befälet på fästningen redan flyttat ned därifrån och inkvarterats i Kungälv. År 1756 nämns första gången att man skall låta fästningen förfalla. Reparationsarbeten pågick ända in på 1780-talet, men förslog inte långt. Den 4 oktober 1786 marscherade den sista permanenta garnisonen ut från fästningen, och till Göteborg. Den sista kommendanten hette Ulric Theophil Scheffer. Den spelade ingen aktiv roll under Teaterkriget 1788–1789, trots att dansk-norska trupper under en kort period besatte Bohus och hade sitt högkvarter, där fredsförhandlingar ägde rum, i Kungälv. Generalkvartermästaren och direktören för fortifikationen Johan von Hermansson lämnade i januari 1789 in ett förslag om rasering av Bohus. Han menade att alla fästningar som är ur stånd till försvar, kan vålla mer skada än nytta för staten. Kort tid därefter beordrade Gustav III att fästningen skulle förstöras. År 1789 började rivningsbeslutet verkställas och Kungälvs borgare fick rätt att ta byggnadssten därifrån. På grund av ekonomiska bekymmer sparades några av byggnaderna i full höjd, däribland tornet Fars Hatt. Raseringsarbetena förbjöds 1796, men tilläts igen redan 1797, innan Karl XIV Johan satte stopp för vidare förstörelse år 1838. Omfattande utgrävnings- och konserveringsarbeten utfördes åren 1898–1904 under ledning av överste Claes Grill. Kung Oscar II var också intresserad av projektet, och inspekterade det varje sommar i samband med sina vistelser i Marstrand. År 1925 övertog dåvarande statliga Byggnadsstyrelsen Bohus fästningsruin. År 1934 inleddes ett omfattande renoveringsarbete under ledning av arbetslöshetskommissionen som så kallat AK-arbete, bland annat uppförde man huvudporten igen. Fästningen renoveras än idag.

## Ritningar på Bohus
Några exempel på fortifikationsritningar över Bohus fästning.

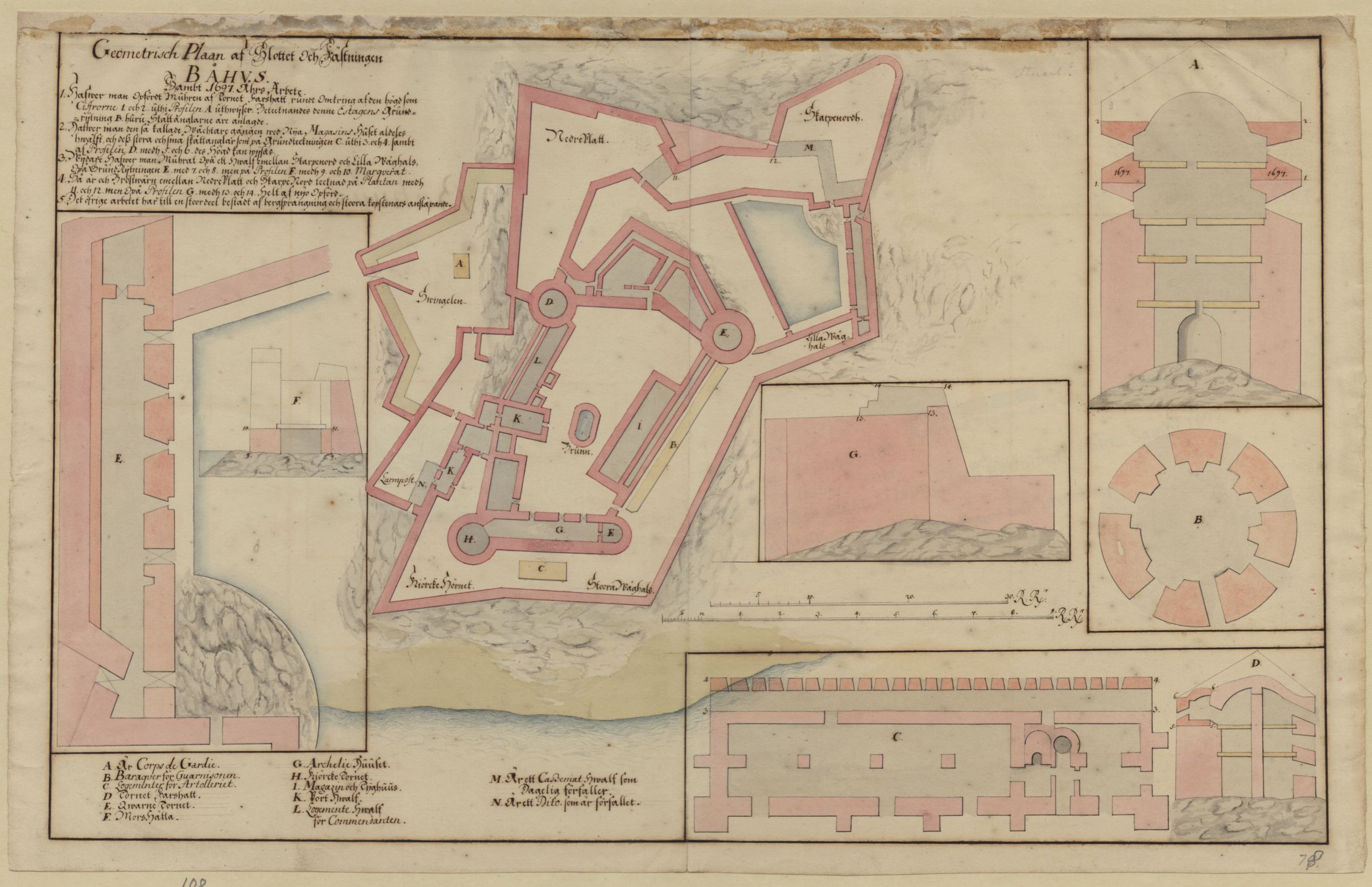
Situationen för restaureringsarbetet på Bohus 1697.
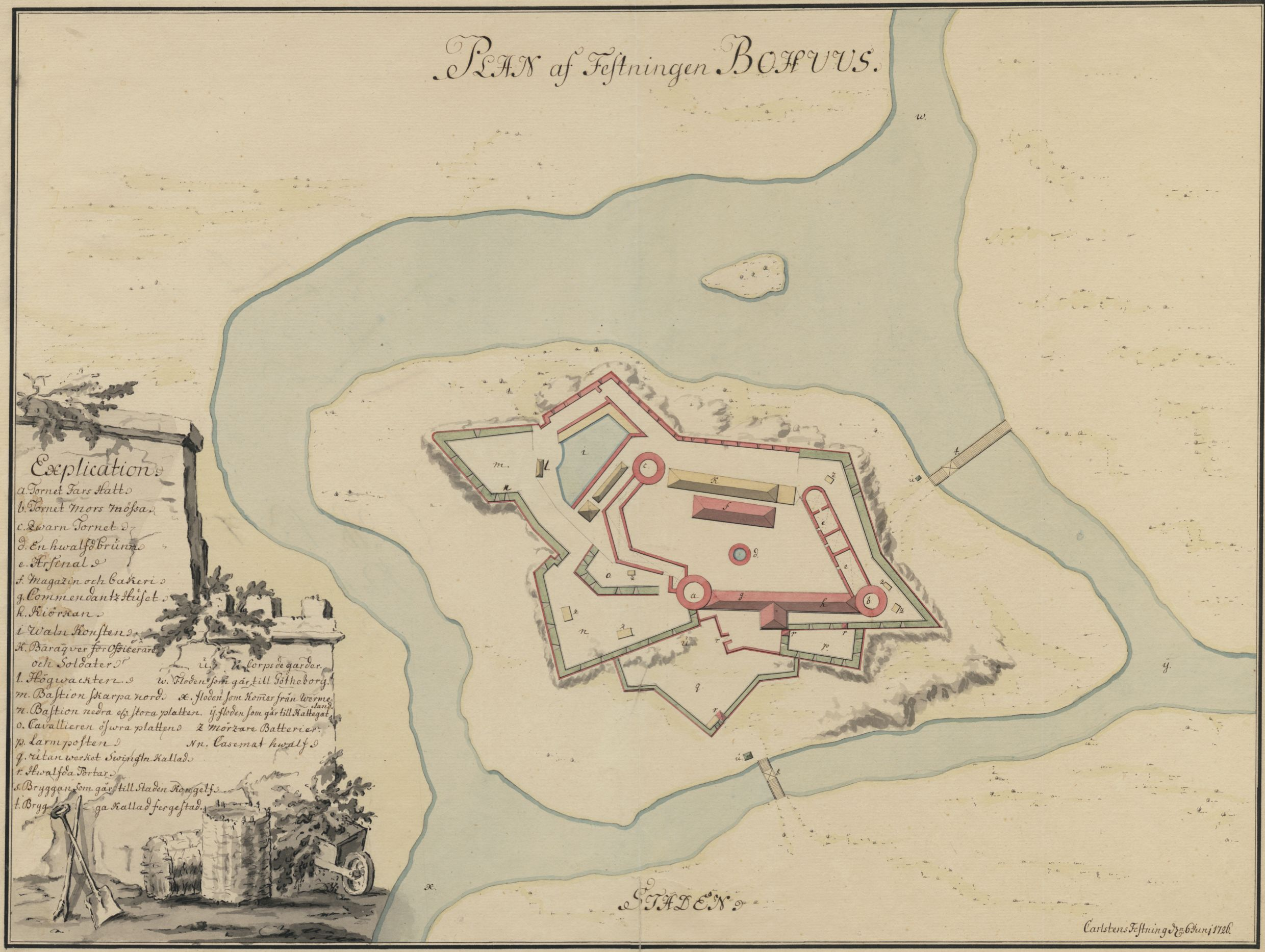
Ritning över Bohus fästning från 1726.
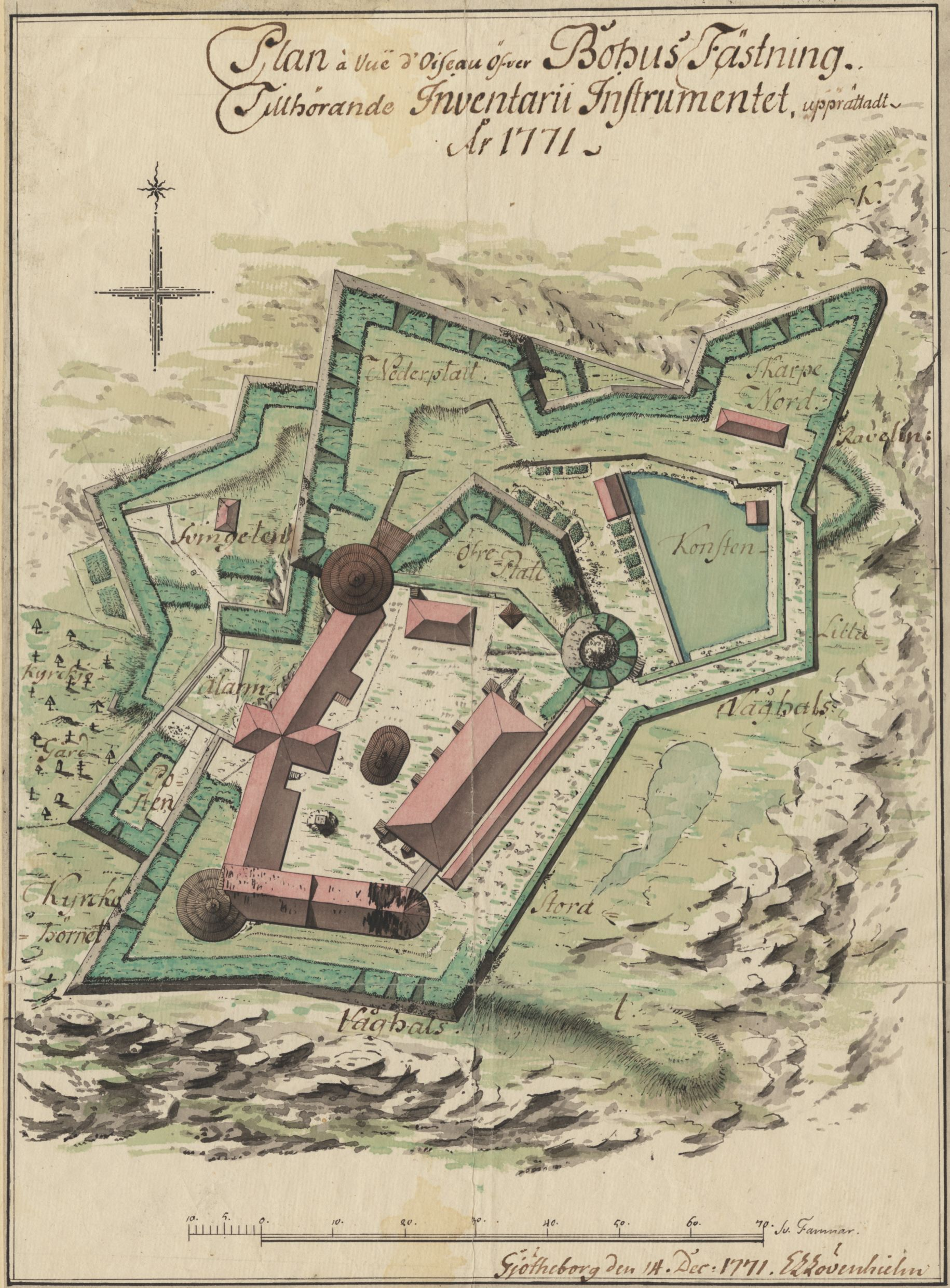
Fågelvy över ett sönderfallande Bohus, från inventering 1771.

Byggnadsverk på fästningen har också gett namn åt några nutida verksamheter:
- Ett näraliggande hotell i Kungälv heter Fars hatt efter tornet med samma namn på Bohus.
- Kungälvs utomhusarena för bandy heter Skarpe Nord i likhet med en av bastionerna på fästningen.
- Galleri Mors Mössa, namngett efter tornet på Bohus, är ett konstgalleri som nu ligger i Göteborg men har sitt ursprung i Kungälv.

## Idag ett populärt turistmål

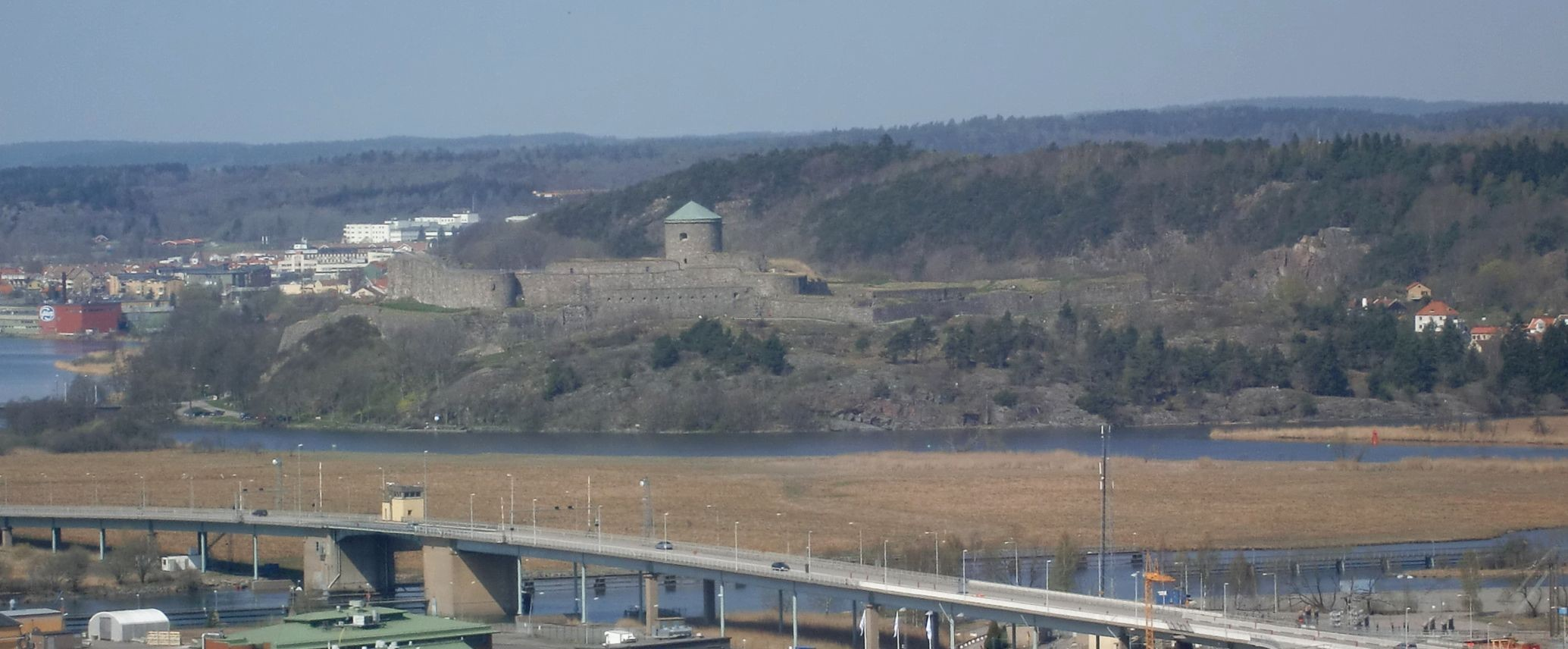
Resterna av Bohus fästning på sin klippa i Nordre älv vid staden Kungälv. Foto från sydöst.

Idag är Bohus fästning öppet för allmänheten mellan april och september, och är ett populärt turistmål under sommarsäsongen. Bland annat kan Thomas Leopolds cell besökas. SVT har haft med Bohus fästning i TV-serierna Hemliga svenska rum, då man bland annat besökte fängelsehålan i Sven Halls torn, samt i serien Svenska slag då man berättade mera om belägringen 1678 och dåtida artilleri. År 2008 firade fästningen 700-årsjubileum. Den hade då varit längre i svensk ägo än i norsk.

### Framtida nysatsning
I slutet av augusti 2011 offentliggjordes en överenskommelse mellan fästningens driftansvarige, Kungälvs kommun, och fästningens ägare, Statens fastighetsverk (SFV), där vardera parten kommer att investera tre miljoner kronor årligen under en tioårsperiod i Bohus fästning. De 60 miljonerna skall gå till att utveckla museiverksamheten och förstärka fästningsholmen som turistmål. 
Satsningen innebär bland annat:
- Modernisering av museiverksamheten med modern teknik.
- Dramatiserade guidningar.
- Upprustning av inom- och utomhusmiljön.
- En mer tillgänglig fästning och fästningsholme.
- Förmodad ökning av besökarantalet från dagens (2011) ca 50 000 årliga besökare, till 200 000 om tio år.
- Drift i kommunalt bolag i stället för av Kungälvs kommun.
- Upprustning på Hisingssidan närmast fästningen.
- Entreprenörer, till exempel restaurang för medeltida mat och annan kringverksamhet.
- Utökad satsning på event med anknytning till fästningen.
- Nytt besökscentrum med bibliotek, fasta utställningar, möjlighet till forskning och föreläsningar, klart 2013.[78]

Ett nytt besökscentrum invigdes 2014 i en näraliggande villa på fästningsholmen,  och år 2016 valde Kungälvs kommunstyrelse att göra det kommunala bolaget Bagahus (ingår i Aktiebolaget Kongahälla) vilande. Bolaget hade under några år ansvarat för utvecklingen av fästningen som besöksmål, men dragits med stora underskott. Från 2017 har målsättningen från Kungälvs kommun varit att samordna turism och besöksnäring, bland annat med hjälp av ett nytt avtal mellan kommunen, SFV och Västra Götalandsregionen, och ifrån april 2019 sköts utvecklingen av aktiviteter på fästningen av ett lokalt eventbolag.
Historikern Curt Weibull skriver i ett bidrag till boken Historia kring Göteborg:
| ”           | Landet vid Göta älvs mynning - det gamla nordiska gränslandet - är en de döda städernas och fästningarnas dal. Av alla de städer och fästningar, som före Gustav Adolfs Göteborg byggts här, ger i våra dagar endast Bohus slott en erinran om svunna tider. I mäktig storhet reser sig ruinerna av Bohus - en norsk, dansk och svensk fästning - över Göta älvs mynning. | „ |
| – C Weibull | |   |

## Kommendanter
- 1308–1309 – Jacob Nielsen
- cirka 1321–1329 Ivar Ogmundsson Rova
- cirka 1415–1418 Hans Kröpelin
- 1451–1454 Jon Svalesön Smör
- 1489–1503 Henrik Krummedike
- 1503–1506 Otte Rud
- 1555–1563 Tage Ottesen Thott
- 1562–1566 Jens Holgersen Ulfstand
- cirka 1566–1569 Vincents Juel
- 1632–1634 Corfitz Ulfeldt
- 1634–1640 Otte Thott
- 1640–1642 Hannibal Sehested
- 1642–1646 Oluf Parsberg
- 1644–1645 Sigward Gabriellsen
- 1646–1658 Iver Krabbe

- 1658 Bengt Lilliehöök
- 1659 Liborius von Mentzer
- 1659 Sven Andersson Rank
- 1660–1676 Börje Nilsson Drakenberg
- 1678 Fredrik von Börstell
- 1678–1679 Carl Gustaf Frölich
- 1679– ?  Zacharias Aminoff
- 1701–1722 Per Hård
- 1730–1740 Julius Modée
- ? –1783 Nils Klingfelt
- ? –1789 Ulric Theophil Scheffer [83]

## Det nutida Bohus

### Bilder

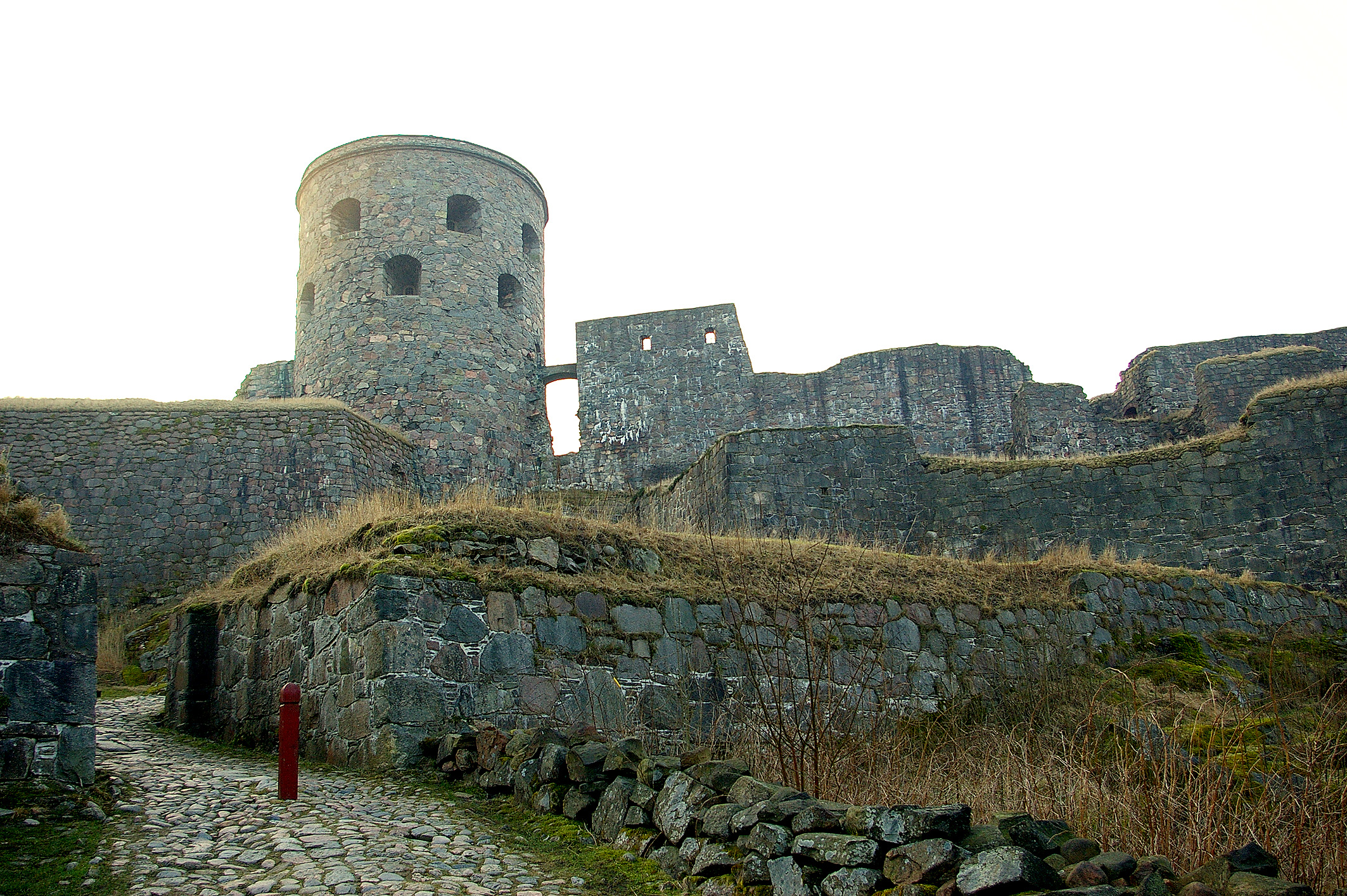
Ingången till fästningen.
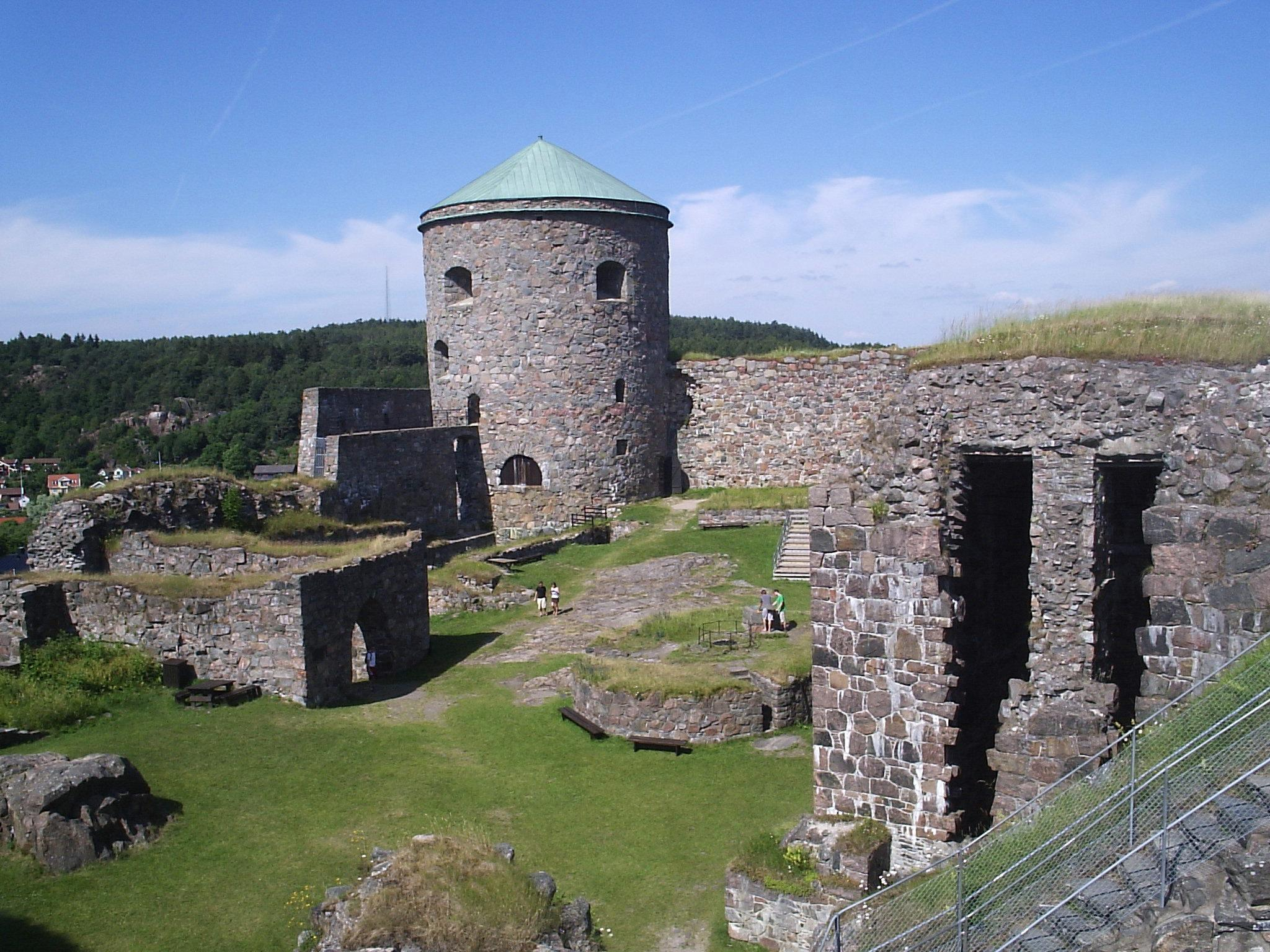
Borggården på Bohus.
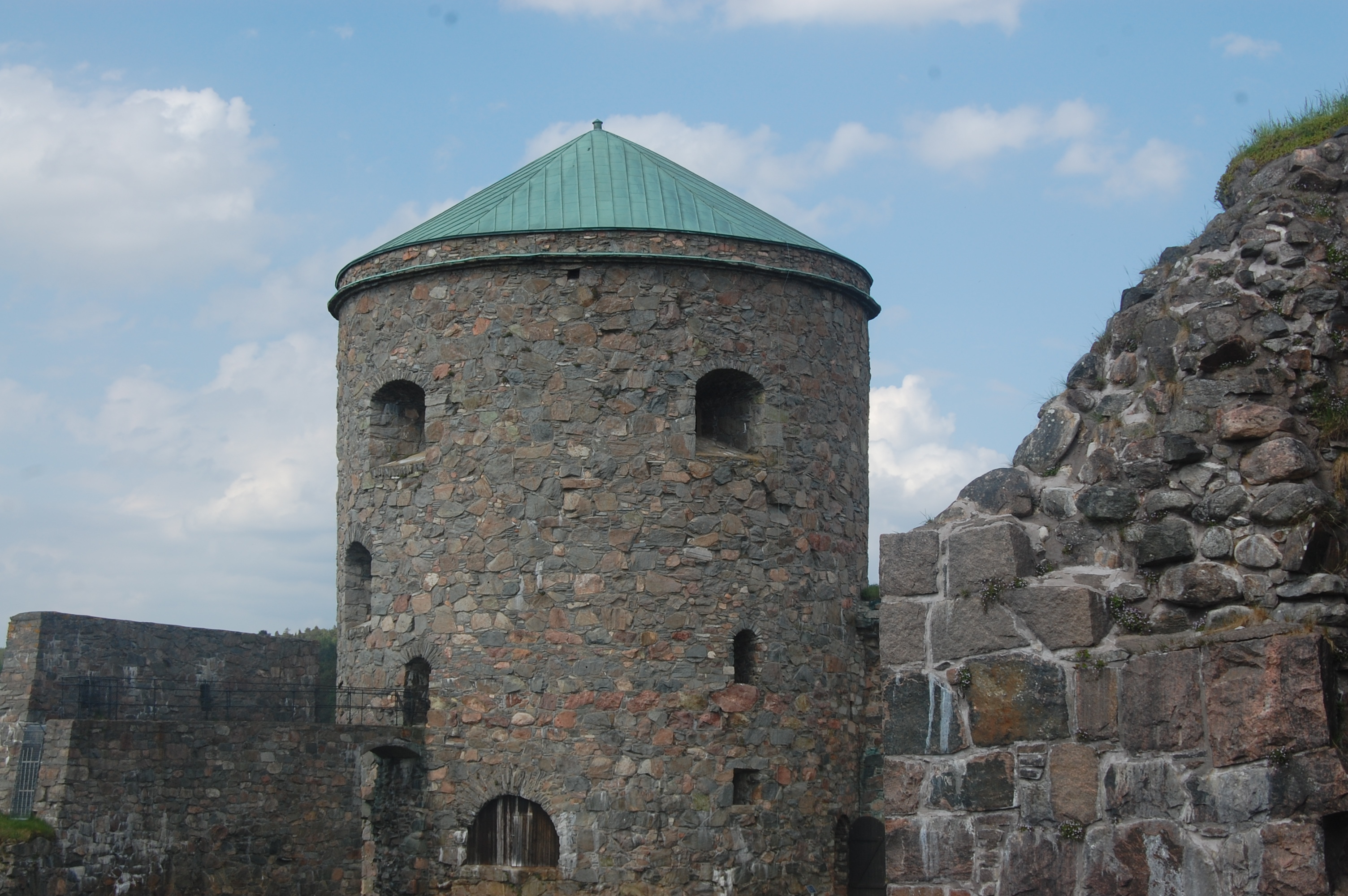
Fars Hatt 2012.
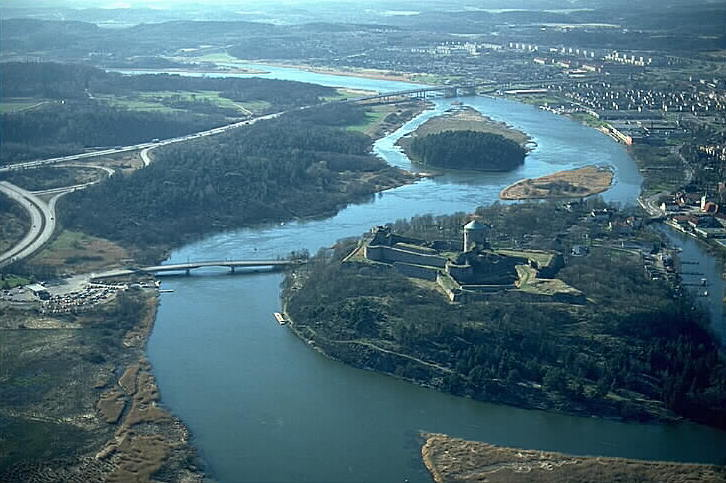
Flygbild från 1990.